# Conus lamarckii
Conus lamarckii é uma espécie de gastrópode do gênero Conus, pertencente à família Conidae.